# Puelia olyriformis
Puelia olyriformis là một loài thực vật có hoa trong họ Hòa thảo. Loài này được (Franch.) Clayton miêu tả khoa học đầu tiên năm 1966.